# Terschellingia communis
Terschellingia communis is een rondwormensoort uit de familie van de Linhomoeidae. De wetenschappelijke naam van de soort is voor het eerst geldig gepubliceerd in 1888 door Johannes Govertus de Man.
De soort komt voor in de Noordzee. De Man ontdekte ze aan de kust van Terschelling en hij deelde ze bij het nieuwe geslacht Terschellingia in.